# Кройф, Йорди
Йо́хан Йо́рди Кройф (нидерл. Johan Jordi Cruijff, нидерландское произношение: [ˈjɔrdi ˈkrœyf]; род. 9 февраля 1974, Амстердам) — нидерландский футболист и футбольный тренер. Сын Йохана Кройфа.

## Биография

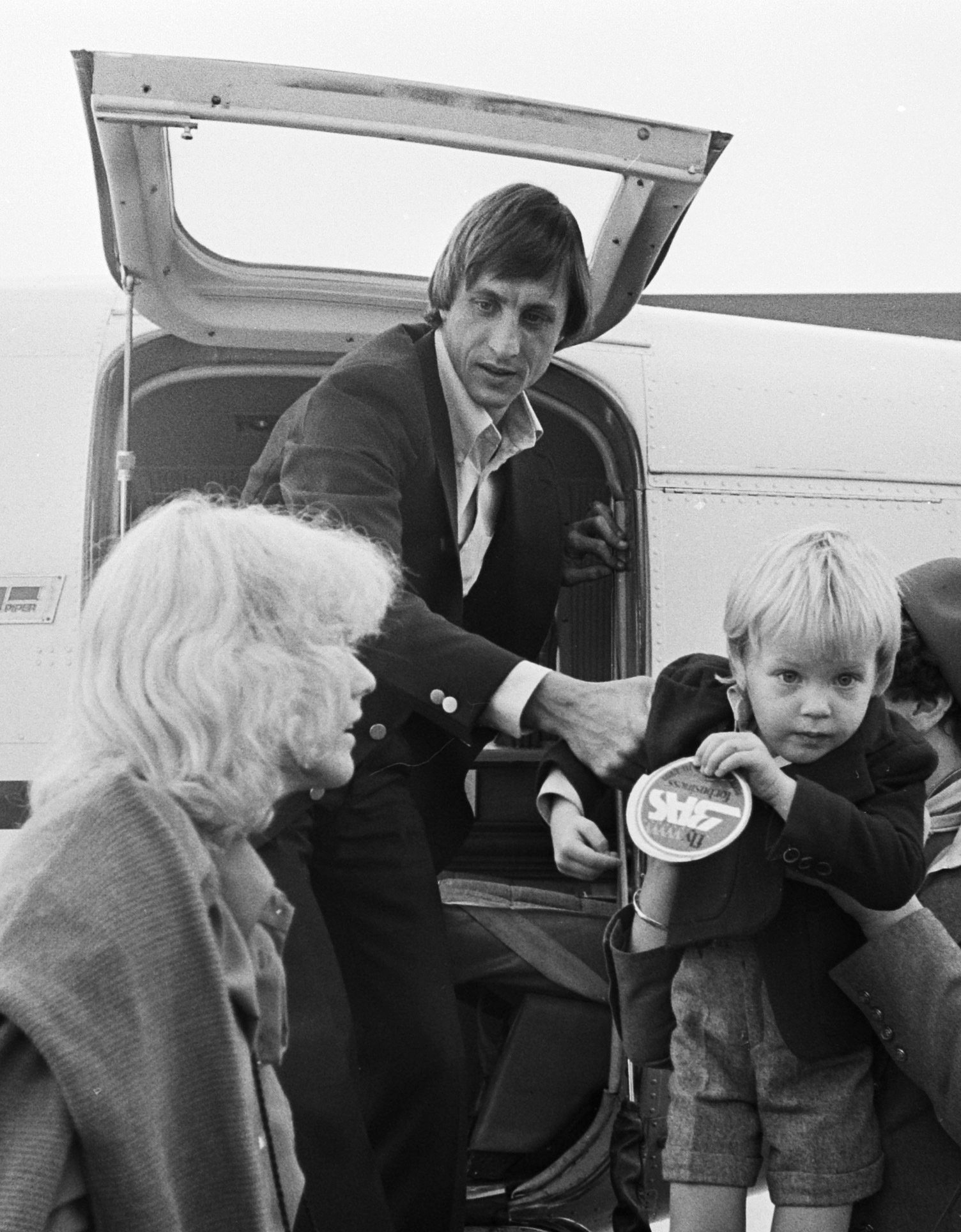
3-летний Йорди (справа) с отцом и матерью в 1977 году

На профессиональном уровне выступал с 1992 по 2010 год. Является воспитанником «Барселоны», за которую в 1970-е годы выступал его отец. В основном составе «сине-гранатовых» дебютировал в 1994 году, когда команду также тренировал Йохан Кройф. В первом же сезоне стал одним из лучших бомбардиров «Барсы», несмотря на то, что не очень часто играл. С 1996 по 2000 год выступал за «Манчестер Юнайтед», с которым стал чемпионом Англии и дважды — обладателем Суперкубка страны. Однако в английском клубе он играл ещё более редко, чем за «Барселону» — в основном из-за травм. В 1999 году отправлялся в аренду в «Сельту».
Одним из самых успешных этапов карьеры Йорди Кройфа стали выступления за испанский «Алавес». Скромная команда, лучшим результатом в чемпионате которой стало шестое место в сезоне 1999/2000, сумела дойти до финала Кубка УЕФА в 2001 году. В решающей встрече испанская команда в дополнительное время уступила английскому «Ливерпулю» со счётом 4:5. Гол Кройфа на 89 минуте сделал счёт 4:4, благодаря чему и потребовалось проводить овертайм. Свой последний сезон в чемпионате Испании Кройф провёл в «Эспаньоле», после чего выступал за донецкий «Металлург» и мальтийскую «Валлетту». Завершил карьеру футболиста в 2010 году. Помимо своих клубов, в 1996 году выступал и за сборную Нидерландов. В её составе принял участие в чемпионате Европы.
В свой последний сезон в качестве футболиста Кройф стал совмещать игру с должностью ассистента главного тренера в «Валлетте». Затем до 2017 года работал директором по футболу в ларнакском АЕКе и спортивным директором в «Маккаби» Тель-Авив. Дважды, в 2015 и 2017 годах, исполнял обязанности главного тренера в «Маккаби», после чего возглавил этот клуб на один сезон уже в качестве полноценного главного тренера. В сезоне 2018/19 тренировал китайский «Чунцин Лифань». 3 января 2020 года возглавил сборную Эквадора, однако из-за пандемии коронавируса не успел провести с командой ни одной тренировки. После многочисленных изменений в руководстве Федерации футбола Эквадора 23 июля покинул свой пост и 14 августа возглавил другую китайскую команду — «Шэньчжэнь». 2 июня 2021 года «Барселона» объявила о его назначении на должность спортивного советника.

## Статистика

### Матчи Кройфа за сборную Нидерландов
| Матчи Кройфа за сборную Нидерландов | Матчи Кройфа за сборную Нидерландов | Матчи Кройфа за сборную Нидерландов | Матчи Кройфа за сборную Нидерландов | Матчи Кройфа за сборную Нидерландов | Матчи Кройфа за сборную Нидерландов |
| ----------------------------------- | ----------------------------------- | ----------------------------------- | ----------------------------------- | ----------------------------------- | ----------------------------------- |
| №                                   | Дата                                | Соперник                            | Счёт                                | Голы Кройфа                         | Соревнование                        |
| 1                                   | 24 апреля 1996                      | Германия                            | 0:1                                 | —                                   | Товарищеский матч                   |
| 2                                   | 29 мая 1996                         | Китай                               | 2:0                                 | —                                   | Товарищеский матч                   |
| 3                                   | 4 июня 1996                         | Ирландия                            | 3:1                                 | —                                   | Товарищеский матч                   |
| 4                                   | 10 июня 1996                        | Шотландия                           | 0:0                                 | —                                   | Чемпионат Европы 1996               |
| 5                                   | 13 июня 1996                        | Швейцария                           | 2:0                                 | 1                                   | Чемпионат Европы 1996               |
| 6                                   | 18 июня 1996                        | Англия                              | 1:4                                 | —                                   | Чемпионат Европы 1996               |
| 7                                   | 22 июня 1996                        | Франция                             | 0:0 (4:5 пен.)                      | —                                   | Чемпионат Европы 1996               |
| 8                                   | 31 августа 1996                     | Бразилия                            | 2:2                                 | —                                   | Товарищеский матч                   |
| 9                                   | 5 октября 1996                      | Уэльс                               | 3:1                                 | —                                   | Чемпионат мира 1998 (отбор)         |

Итого: 9 матчей / 1 гол; 4 победы, 2 ничьи, 3 поражения.

## Достижения

### Как игрока
«Барселона»
- Обладатель Суперкубка Испании: 1994[5]

«Манчестер Юнайтед»
- Чемпион Англии: 1996/97[1]
- Обладатель Суперкубка Англии (2): 1996, 1997

### Как тренера
«Маккаби» (Тель-Авив)
- Обладатель Кубка Тото: 2017/18[6]